# 30

30(삼십)은 29보다 크고 31보다 작은 자연수다.

## 수학
- 합성수로, 그 약수는 1, 2, 3, 5, 6, 10, 15, 30이다. 진약수의 합은 42이므로, 30은 과잉수다.
  - 제곱 인수가 없는 가장 작은 과잉수다. 이 성질을 지닌 다음 수는 42이다. (OEIS의 수열 A087248)
- 가장 작은 쐐기수다. 다음 쐐기수는 42이다.
- 3번째 십일각수다. 앞의 십일각수는 11, 다음은 58이다.
- 2번째 삼십각수다. 다음 삼십각수는 87이다.
- {\displaystyle 30=13+17}
  - 연속하는 두 소수(素數)의 합으로 나타낼 수 있으며, 이 성질을 지닌 앞의 수는 24, 다음 수는 36이다.
- {\displaystyle 30=1+8+21}
  - 연속하는 세 팔각수의 합으로 나타낼 수 있는 가장 작은 수다. 이 성질을 지닌 다음 수는 69다.
- {\displaystyle 30=5\times 6}
  - 연속하는 두 자연수의 곱으로 나타낼 수 있으며, 이 성질을 지닌 앞의 수는 20, 다음 수는 42이다.
- {\displaystyle 30=2\times 3\times 5}
  - 처음 세 개의 소수(素數)의 곱이다.
  - 연속하는 세 소수(素數)의 곱으로 나타낼 수 있는 가장 작은 수이며, 이 성질을 지닌 다음 수는 105다.
- {\displaystyle 30=1^{2}+2^{2}+3^{2}+4^{2}}
  - 4번째 사각뿔수다. 앞의 사각뿔수는 14, 다음은 55다.
  - 연속하는 네 자연수의 제곱합으로 나타낼 수 있는 가장 작은 수이며, 이 성질을 지닌 다음 수는 54다.
- 300 이하의 10의 배수는 30개다.

## 과학·기술
- 아연(Zn)의 원자번호.
- NGC 30: 페가수스자리 방향에 있는 쌍성계.
- 현대자동차 그랜저 XG의 L30, Q30, S30

## 교통
- 고속도로
  - 대한민국 서산영덕고속도로의 노선 번호.
  - 주간고속도로 제30호선: 텍사스주 포트워스 근교에서 아칸소주 노스리틀록까지 이어지는 미국의 주간고속도로.
  - 유럽 고속도로 30호선: 아일랜드 코크에서 러시아 옴스크까지 이어지는 유럽 고속도로.
  - 아우토반 30호선(영어판, 독일어판): 독일의 고속도로.
- 국도 제30호선
  - 대한민국 30번 국도: 전북특별자치도 부안군 보안면에서 대구광역시 서구 내당동까지 이어지는 대한민국의 국도.
  - 일본 30번 국도: 오카야마현 오카야마시에서 가가와현 다카마쓰시까지 이어지는 일본의 국도.
  - 미국 30번 국도: 오리건주 애스토리아에서 뉴저지주 애틀랜틱시티까지 이어지는 미국의 국도.
- 기타 도로
  - 30번 국가지원지방도
  - 현도 제30호선

## 군사
- U-30: 독일의 군용 잠수함. 제1차 세계 대전에 사용된 1913년제 모델(영어판)과 제2차 세계 대전에 사용된 1936년제 모델(영어판)이 있다.

## 문화유산
- 대한민국의 국보 제30호: 경주 분황사 모전석탑
- 대한민국의 보물 제30호: 남원 만복사지 오층석탑
- 대한민국의 사적 제30호: 경주 흥덕왕릉

## 방송
- 스카이라이프의 수도권 지역 OBS경인TV 채널 번호.
- 지니 TV의 수도권 지역 쇼핑엔티 채널 번호.
- B tv의 KBS 드라마 채널 번호.
- U+ TV의 GS마이샵 채널 번호.
- B tv 케이블의 채널 나우 채널 번호.
- KT HCN의 엠넷 채널 번호.

## 스포츠
- 30-30 클럽
- 핸드볼의 경기시간은 전·후반 30분이다.

## 작품
- 《30》: 영국의 가수 아델의 정규 음반. 2021년 11월 19일 출시.

## 기타
- 연도: 30년, 기원전 30년
- 30년대

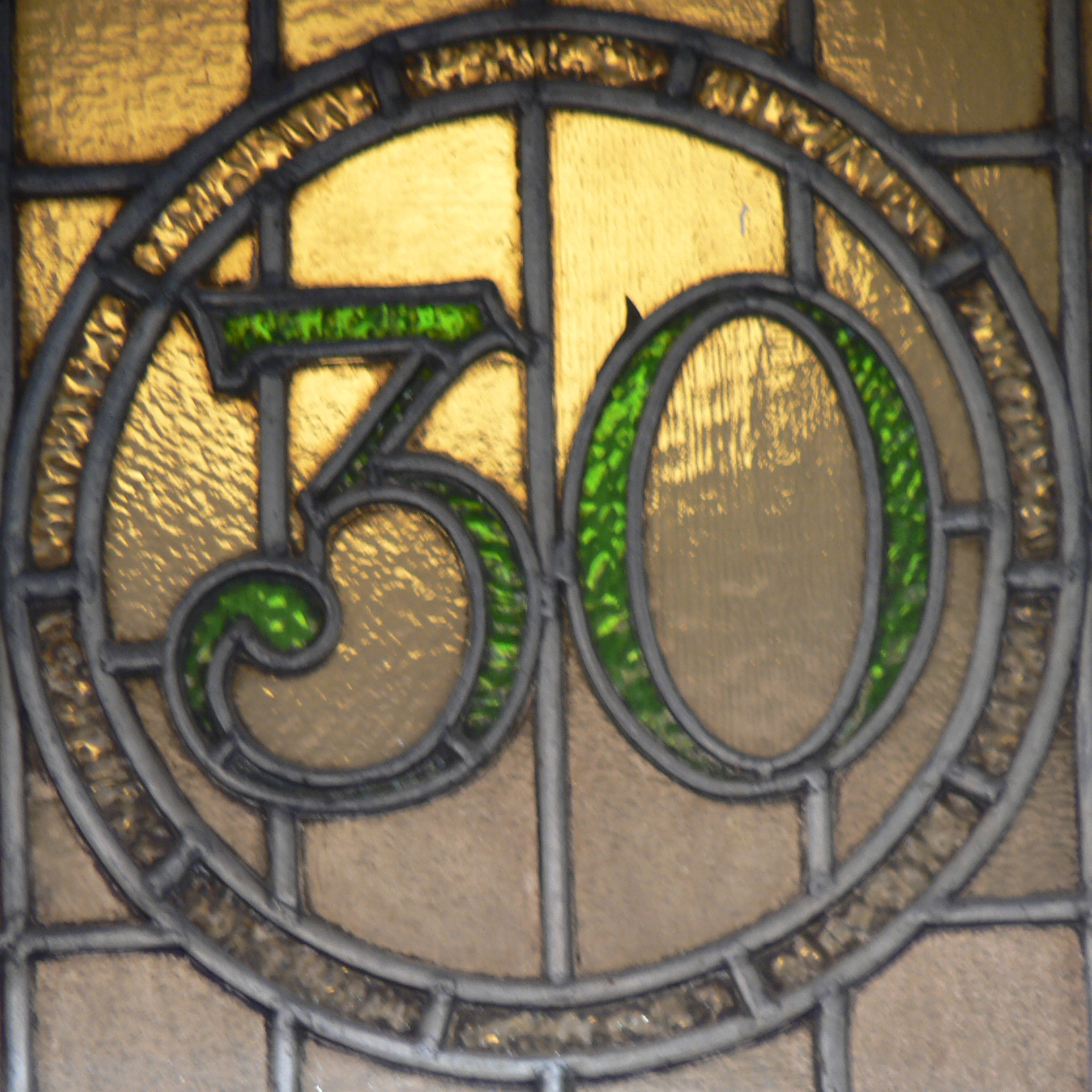

- 달력에서 4개의 달 4월, 6월, 9월, 11월은 30일로 나타낸다. (총 120일)
- 서울에서 용인까지의 거리는 약 30km다.
- 달걀 한 판은 30알이다.
- 대학수학능력시험에서 수학 영역과 제2외국어 영역은 총 30문항이다.
- 시간은 1시간 중에 반은 30분이다.